# توفان واچرخندی

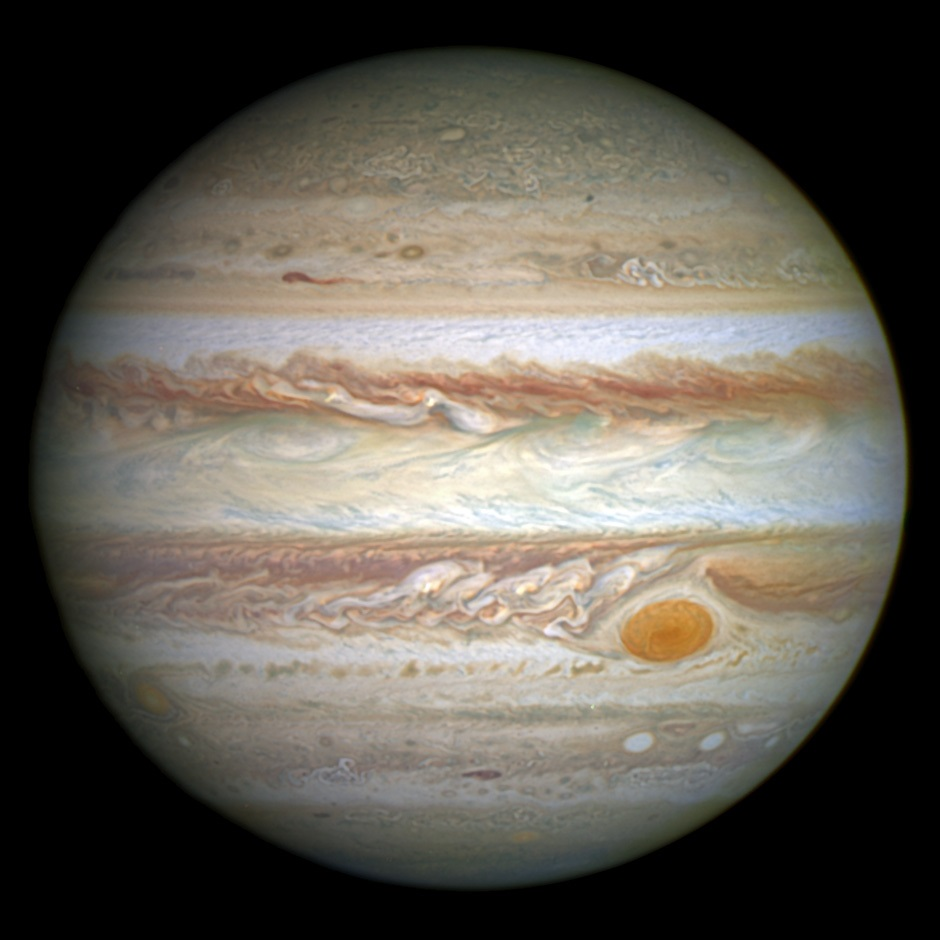
لکه سرخ بزرگ در مشتری به‌عنوان یک سامانه توفان واچرخندی در نظر گرفته می‌شود.

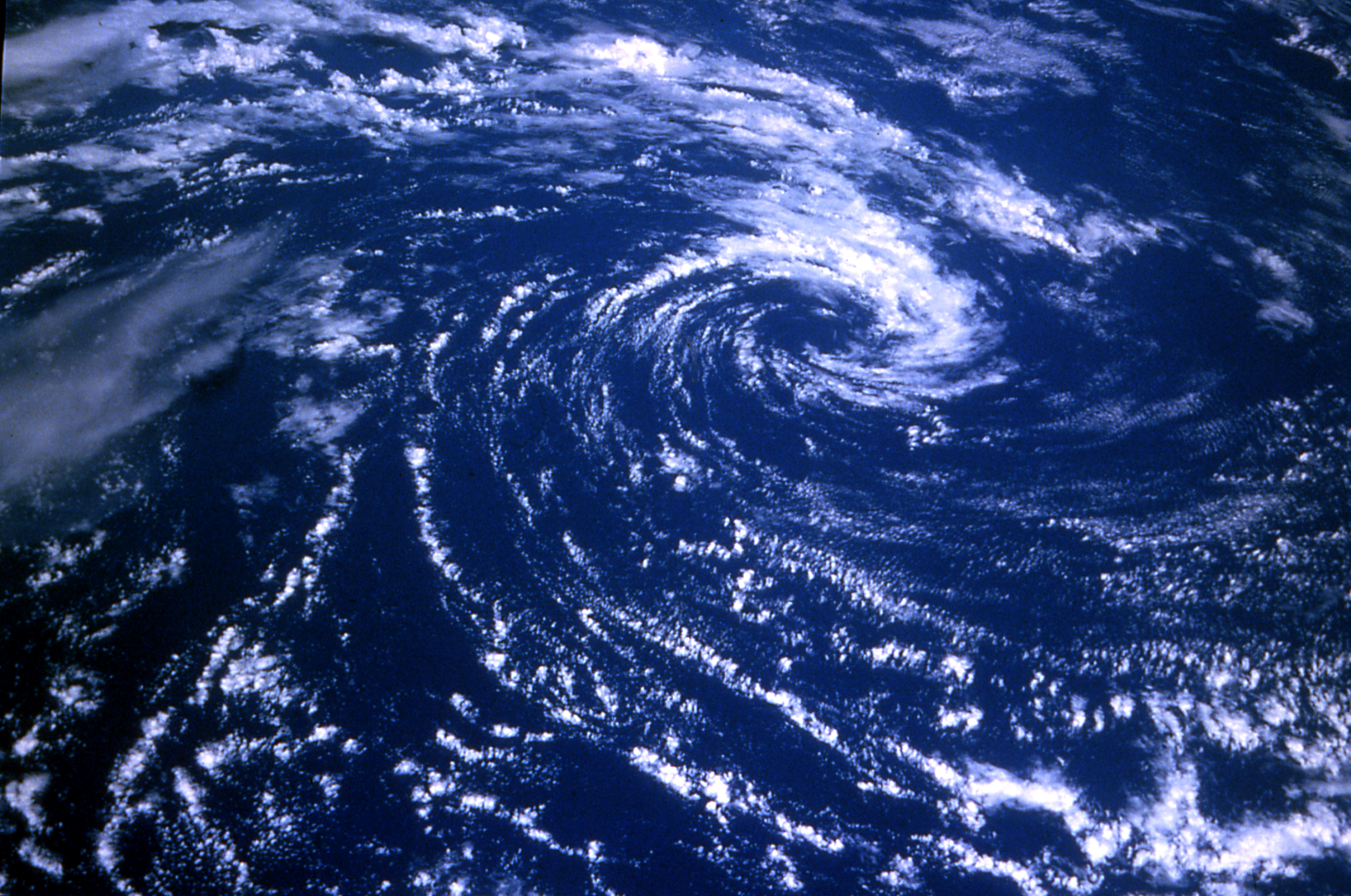
سامانه ابری واچرخندی که بر فراز اقیانوس آرام توسط خدمه اس‌تی‌اس-۴۱-بی گرفته شده است.

توفان واچرخندی (انگلیسی: Anticyclonic storm) نوعی توفان با مرکز پرفشار است که در آن بادها در جهت مخالف جریان بالای یک مرکز کم‌فشار جریان دارند. برخلاف توفان چرخندی، توفان‌های واچرخندی معمولاً با آب و هوای مناسب و شرایط جوی پایدار مرتبط هستند. در سیارات دیگر یا در موارد نادر روی زمین، واچرخندها می‌توانند به آب و هوای بد کمک کنند. به‌عنوان مثال می‌توان به هارتموت اشاره کرد که در سال ۲۰۱۸ باعث ایجاد کولاک در جزایر بریتانیا شد و توفان‌های واچرخندی مداوم مشتری و نپتون اشاره کرد.

## ویژگی‌ها

### واچرخندهای مقیاس سینوپتیک
توفان‌های واچرخندی در مقیاس هواشناسی سینوپتیک معمولاً در اطراف سامانه‌های پرفشار تشکیل می‌شوند که در آن هوا از هم جدا شده و فرو می‌نشیند. هوا در مرکز این توفان‌ها از مناطق پرفشار دور شده و با یک جریان پایین هوا از ارتفاعات بالاتر جایگزین می‌شود. توفان‌های واچرخندی به دلیل رطوبت کمتر، ابرهای کمتری نسبت به توفان‌های چرخندی دارند. این رطوبت کمتر ناشی از فشرده‌شدن و گرم‌شدن هوا هنگام حرکت به سمت پایین است.
توفان‌های واچرخندی، به عنوان سامانه‌های پرفشار، معمولاً شرایط گرم و صاف را در تابستان به ارمغان می‌آورند. گاهی و اگر واچرخند در منطقه خاصی از زمین ثابت بماند، این وضعیت می‌تواند منجر به شرایط موج گرما و خشکسالی شود. در طول فصل زمستان، شرایط صاف و پایدار واچرخند می‌تواند منجر به یخبندان و مه شود. این حالت به دلیل آن است که آسمان صاف ایجادشده توسط هوای فرونشسته سیستم پرفشار باعث می‌شود که گرما در طول شب از سطح زمین از بین برود و این منجر به کاهش سریع دمای هوا شده که به‌صورت یخبندان یا مه متراکم می‌شود.

به‌دلیل اثر کوریولیس، توفان‌های واچرخندی دارای جهت جریان ساعت‌گرد در نیم‌کره شمالی و جهت گردش پادساعت‌گرد در نیم‌کره جنوبی هستند.

### ابرسلول‌های میان‌واچرخندی
ابریاخته‌ها (اَبَرسلول‌ها) توفان‌های همرفتی طولانی‌مدت و چرخشی هستند و زمانی شکل می‌گیرند که توفان‌های تندری با تنش باد عمودی قوی همراه هستند. ابریاخته یک جریان عمودی رو به بالای چرخشی (میان‌چرخند) و یک جریان رو به پایین دارد. میان‌چرخند زمانی ایجاد می‌شود که گرداب‌های افقی که توسط برش باد ایجاد شده (تغییر سرعت و جهت باد با ارتفاع) توسط جریان صعودی توفان به سمت عمود کج می‌شوند. به‌طور معمول، میان‌چرخند به صورت سیکلونی می‌چرخد (در جهت پادساعت‌گرد در نیمکره شمالی)، اما در مواقعی می‌تواند به صورت آنتی‌سیکلونی بچرخد، که باعث ایجاد یک میان‌واچرخند می‌شود. میان‌واچرخندها در نیم‌کره شمالی بیشتر در محیطی تشکیل می‌شوند که بردار برشی باد عمودی در خلاف جهت عقربه‌های ساعت با ارتفاع می‌چرخد (گرماباد). به این ترتیب، ابرسلول‌های آنتی‌سیکلونی برخلاف اکثر ابرسلول‌ها، معمولاً از میانگین باد تروپوسفر به سمت چپ حرکت می‌کنند و عمر کوتاهی دارند، بنابراین به ندرت پیچند تولید می‌کنند.

## پیچندهای واچرخندی
تاوه‌های پیچندی در حدود ۹۹ درصد موارد به صورت سیکلونی می‌چرخند، اما برخی از پیچندها تحت شرایط مساعد به صورت آنتی‌سیکلونی می‌چرخند و در مقیاسی به اندازه کافی کوچک رخ می‌دهند که اثر کوریولیس بر آنها قابل چشم‌پوشی است. پیچندهای واچرخندی معمولاً به عنوان همراه یچندهای چرخندی معمولی در چرخش سیکلونی ظاهر می‌شوند، ابرسلول‌های راست‌گرد، اما ضعیف تر و کوتاه مدت هستند. به ندرت، ابرسلول‌های واچرخندی نیز می‌توانند پیچندهای واچرخندی ایجاد کنند.